# Liste der Naturdenkmale im Amt Kleine Elster (Niederlausitz)
Die Liste der Naturdenkmale im Amt Kleine Elster (Niederlausitz) enthält alle Bäume, welche als Naturdenkmal im Amt Kleine Elster (Niederlausitz) im Landkreis Elbe-Elster durch Rechtsverordnung geschützt sind. Naturdenkmäler sind Einzelschöpfungen der Natur, deren Erhaltung wegen ihrer hervorragenden Schönheit, Seltenheit oder Eigenart oder ihrer ökologischen, wissenschaftlichen, geschichtlichen, volks- oder heimatkundlichen Bedeutung im öffentlichen Interesse liegt. Grundlage ist die Veröffentlichung des Landkreises Elbe-Elster.

## Legende
In den Spalten befinden sich folgende Informationen:
- Nr.: Identifizierungsnummer nach veröffentlichter Liste. Sie wird von der unteren Naturschutzbehörde des Landkreises oder der kreisfreien Stadt vergeben. Wenn sie bekannt ist, wird sie angegeben. In dieser Spalte kann sich zusätzlich das Wort Wikidata befinden, der entsprechende Link führt zu Angaben zu diesem Naturdenkmal bei Wikidata.
- Bezeichnung: Benennung des Naturdenkmals, in der Regel wird bei Bäume die Baumart genannt. Bekannte Eigennamen werden mit angegeben.
- Gemarkung: Ort oder Gemarkung, in der sich das Naturdenkmal befindet
- Lage: Nennt die Lage des Naturdenkmals im jeweiligen Ortsteil und die geografischen Koordinaten des Naturdenkmals. Link zu einem Kartenansichtstool, um Koordinaten zu setzen. In der Kartenansicht sind Naturdenkmale ohne Koordinaten mit einem roten beziehungsweise orangen Marker dargestellt und können in der Karte gesetzt werden. Denkmale ohne Bild sind mit einem blauen bzw. roten Marker gekennzeichnet, Denkmale mit Bild mit einem grünen beziehungsweise orangen Marker.
- Beschreibung: die Beschreibung des Naturdenkmales
- Schutzzweck: Erläutert den Grund der Unterschutzstellung
- Bild: Zeigt ein Bild des Naturdenkmales und gegebenenfalls ein Link zu weiteren Fotos im Medienarchiv Wikimedia Commons

## Crinitz
| Bild                           | Bezeichnung | Lage                                                                                      | Beschreibung | Schutzzweck                         | Nummer |
| ------------------------------ | ----------- | ----------------------------------------------------------------------------------------- | ------------ | ----------------------------------- | ------ |
| Weitere Bilder Fotos hochladen | Sommerlinde | Crinitz, vor dem Kriegerdenkmal; Flur 4, Flurstück 173 (51° 44′ 17,4″ N, 13° 45′ 49,3″ O) |              | landeskundlich, Eigenart, Schönheit | 95     |

## Lichterfeld-Schacksdorf
| Bild                           | Bezeichnung | Lage                                                                                              | Beschreibung | Schutzzweck                           | Nummer |
| ------------------------------ | ----------- | ------------------------------------------------------------------------------------------------- | ------------ | ------------------------------------- | ------ |
| Weitere Bilder Fotos hochladen | Sommerlinde | Lieskau, links vom Friedhof, an der B 96; Flur 4, Flurstück 67 (51° 37′ 2,7″ N, 13° 48′ 25,2″ O)  |              | wissenschaftlich, Eigenart, Schönheit | 206    |
| Weitere Bilder Fotos hochladen | Sommerlinde | Lieskau, rechts vom Friedhof, an der B 96; Flur 4, Flurstück 67 (51° 37′ 2,8″ N, 13° 48′ 25,6″ O) |              | wissenschaftlich, Eigenart, Schönheit | 207    |

## Massen-Niederlausitz
| Bild                                    | Bezeichnung      | Lage | Beschreibung | Schutzzweck                                                           | Nummer |
| --------------------------------------- | ---------------- | --- | ------------ | --------------------------------------------------------------------- | ------ |
| Direkt Bild zu diesem Denkmal hochladen | Wacholderbüsche  | Babben, Jagen 43 a; Flur 4, Flurstück 102 ()                                                             |              | wissenschaftlich, naturgeschichtlich, Seltenheit, Eigenart, Schönheit | 90     |
| BW                                      | Winterlinde      | Babben, Dorfstraße 14; in der Nähe der Keilerbar; Flur 1, Flurstück 22 (51° 42′ 49,4″ N, 13° 47′ 9,8″ O) |              | Eigenart, Schönheit                                                   | 91     |
| BW                                      | Linde            | Rehain, Dorfaue; Flur 3, Flurstück 64 (51° 39′ 58,5″ N, 13° 49′ 30,9″ O)                                 |              | Eigenart, Schönheit                                                   | 92     |
| Direkt Bild zu diesem Denkmal hochladen | Kiefer           | Rehain, am Waldrand; Flur 2, Flurstück 9 ()                                                              |              | naturgeschichtlich, Eigenart, Schönheit                               | 93     |
| BW                                      | Platane          | Betten, vor dem Pfarrhaus, Dorfstraße 28; Flur 3, Flurstück 480 (51° 37′ 42,3″ N, 13° 46′ 2,4″ O)        |              | Seltenheit, Eigenart, Schönheit                                       | 94     |
| BW                                      | drei Stieleichen | Massen, Turmstraße vor dem Supermarkt; Flur 1, Flurstück 298 (51° 38′ 10,8″ N, 13° 43′ 44,3″ O)          |              | naturgeschichtlich, Eigenart, Schönheit                               | 99     |

## Sallgast
| Bild                                    | Bezeichnung | Lage | Beschreibung | Schutzzweck                                    | Nummer |
| --------------------------------------- | ----------- | --- | ------------ | ---------------------------------------------- | ------ |
| Direkt Bild zu diesem Denkmal hochladen | Stieleiche  | Sallgast, südlich vom Brauteich am Schloss Sallgast; Flur 4, Flurstück 39/1 ()                                                                                    |              | wissenschaftlich, naturgeschichtlich, Eigenart | 96     |
| Fotos hochladen                         | Fichte      | Sallgast, am Weg um das Schloss; Flur 4, Flurstück 44/1 (51° 35′ 15,7″ N, 13° 50′ 44,1″ O)                                                                        |              | naturgeschichtlich, Eigenart                   | 97     |
| BW                                      | Stieleiche  | Sallgast, Siedlung Poley, Hauptstraße 24; Flur 8, Flurstück 229 (51° 34′ 5,4″ N, 13° 51′ 22,8″ O)                                                                 |              | naturgeschichtlich, Eigenart, Schönheit        | 98     |
| BW                                      | Stieleiche  | Dollenchen, Dorfaue; Flur 2, Flurstück 496 (51° 36′ 27,6″ N, 13° 51′ 39,1″ O)                                                                                     |              | Eigenart, Schönheit                            | 100    |
| BW                                      | Ulme        | Dollenchen, gegenüber Hauptstraße 40; Flur 2, Flurstück 496 (51° 36′ 30,8″ N, 13° 51′ 33,7″ O)                                                                    |              | Seltenheit, Eigenart, Schönheit                | 101    |
| BW                                      | Winterlinde | Dollenchen, an der Kirchfriedhofsmauer; Flur 2, Flurstück 496 (51° 36′ 27,8″ N, 13° 51′ 38″ O)                                                                    |              | Eigenart, Schönheit                            | 102    |
| Direkt Bild zu diesem Denkmal hochladen | Rotbuche    | Sallgast, Bergarbeitersiedlung Hennriette, Bergmannstraße; Flur 1, Flurstück 24/1 (Flurstück gegenüber Wohnblock 20, 20a, 20b) ()                                 |              | Eigenart, Schönheit                            | 107    |
| BW                                      | Rotbuche    | Sallgast, Bergarbeitersiedlung Hennriette, Bergmannstraße; Flur 1, Flurstück 24/1 (Flurstück gegenüber Wohnblock 20, 20a, 20b) (51° 34′ 15,1″ N, 13° 51′ 56,6″ O) |              | Eigenart, Schönheit                            | 108    |
| BW                                      | Stieleiche  | Sallgast, Bergarbeitersiedlung Hennriette, Bergmannstraße; Flur 1, Flurstück 24/1 (Flurstück gegenüber Wohnblock 20, 20a, 20b) (51° 34′ 15,5″ N, 13° 51′ 58″ O)   |              | naturgeschichtlich, Eigenart, Schönheit        | 109    |